# Чемпионат мира по пожарно-спасательному спорту 2009
V Чемпионат мира по пожарно-спасательному спорту  прошел в Уфе с 10 по 15 сентября 2009 года. Соревнования проходили на уфимском стадионе «Динамо» с 12-14 сентября 2009. Соревнования проводились в соответствии с Правилами Международной спортивной федерации пожарных и спасателей (2006). Организаторы соревнований: Международная спортивная федерация пожарных и спасателей, Правительство Республики Башкортостан, МЧС России, Федерация пожарно-прикладного спорта России, Фонд поддержки спорта пожарных и спасателей.
В общекомандном зачете победила сборная России. Россия выиграла 3 из 4 командных соревнованиях.
Были установлены несколько мировых рекордов, из которых до 2012 года не побит достижение Александра Тишковского (Республика Беларусь) в дисциплине подъем по штурмовой лестнице на 4-й этаж учебной башни — 12,95 секунд.
Телевизионный показ вел БСТ.

## Цели и задачи Чемпионата
— развитие и популяризация профессии пожарного и спасателя;
— совершенствование профессионального и спортивного мастерства работников пожарно-спасательных служб;
— укрепление дружественных связей и сотрудничества с пожарно-спасательными службами.

## Участники соревнований
В соревнованиях могли принимать участие сборные команды стран — членов Международной спортивной федерации пожарных и спасателей, получивших приглашения, а также стран, выразивших желание вступить в Международную спортивную федерацию пожарных и спасателей.
Состав спортивной делегации — 20 человек, из них 10 спортсменов, 2 тренера, врач, представитель команды, представитель делегации, 2 судьи и 3 члена делегации.
Условием участия команд стали следующие пункты:
— оплата членского взноса за 2009 год в Международную спортивную федерацию пожарных и спасателей;
— заявка, присланная в адрес организатора до 1 июля 2009 года;
— взнос за участие 2 000(две тысячи) долларов США, перечисленный на счет организатора до 1 июля 2009 года.
Окончательный состав: Россия, Азербайджан, Беларусь, Болгария, Германия, Венгрия, Казахстан, Латвия, Словакия, Турция, Украина, Чехия, Эстония, Южная Корея и Республика Башкортостан (в/к)

## Стадион «Динамо»
Уфимский стадион находится в самом административном центре Уфе, возле статусных зданий Конгресс-холла, Дома Правительства, корпусов БГУ, здания Башкирского академического театра драмы имени Мажита Гафури. Почтовый адрес: ул. Карла Маркса, 2.
На стадионе проходило открытие, соревнования и закрытие Чемпионата.
Для технической подготовки стадиона к Чемпионату возведена четырехэтажная учебная башня, чаша для зажигания факела и др.

## Программа соревнований
- 10 сентября

Прибытие команд
- 11 сентября

Мандатная комиссия, жеребьевка, опробование спортивных снарядов.
Совещание представителей команд и главной судейской коллегии.
Пресс-конференция
- 12 сентября

Подъем по штурмовой спасательной лестнице.
Торжественное открытие соревнований.
Полуфинальные и финальные забеги в подъеме по штурмовой спасательной лестнице
- 13 сентября

Преодоление 100-метровой полосы с препятствиями.
Пожарно-спасательная эстафета 4×100 м
- 14 сентября

Боевое развертывание.
Торжественное закрытие соревнований. Награждение победителей и призеров
- 15 сентября

Убытие команд

## Судейство
В судейскую коллегию вошли представители всех стран-участниц. Главный судья — заместитель министра РФ по чрезвычайным ситуациям Александр Чуприян.
Главный международный судья — инспектор Калинин А. П., директор Исполкома МСФПС
Главный судья — Чуприян А. П. (Российская Федерация)
Заместитель главного судьи по судейству Ветух В. Д. (Латвийская Республика)
Заместитель главного судьи по общим вопросам — Лобода В. П. (Российская Федерация)
Заместитель главного судьи по информации и торжественным церемониалам — Борзов Б. А. (Российская Федерация)
Заместитель главного судьи по техническому обеспечению — Щербаков В. В. (Российская Федерация)
Заместитель главного судьи по медицинскому обеспечению — Яппаров А. Г. (Российская Федерация)
Главный секретарь — Кузьмина Н. Н. (Российская Федерация)
Старший судья в подъеме по штурмовой лестнице — Колтунов В. Р. (Республика Беларусь)
Заместитель старшего судьи в подъеме по штурмовой лестнице — Меренков В. П. (Украина)
Старший судья по преодолению 100-м полосы с препятствиями — Керимов Р. (Азербайджанская Республика)
Заместитель старшего судьи по преодолению 100-м полосы с препятствиями — Калмаханов С. У. (Республика Казахстан)
Старший судья по пожарной эстафете 4×100 м — Новгородченко В. В. (Украина)
Заместитель старшего судьи по пожарной эстафете 4×100 м — Эйландт П. (Эстонская Республика)
Старший судья по боевому развертыванию — Бастиш Х. (Германия)
Заместитель старшего судьи по боевому развертыванию — Лефнер Т. (Чешская Республика)
Старший судья — хронометрист — Бутивченко В. В. (Украина)
Заместитель старшего судьи-хронометриста — Ангелов В. (Республика Болгария)
Основной стартер — Слукин В. В. (Российская Федерация)
Стартеры — Олейник В. В. (Республика Беларусь), Баландин В. К. (Российская Федерация)
Комендант — Абдулин Р. М. (Российская Федерация)

## Общекомандное и командное первенство
Общекомандное первенство определяется по наименьшей сумме мест, занятых командами во всех видах программы соревнований. При равенстве суммы мест высшее место присуждается команде, имеющей лучший результат по боевому развертыванию.
Командное первенство в видах определяется по наименьшей сумме времени, набранной зачетными участниками. При равенстве суммы времени командам присуждается одно место (последующее место не присуждается). Команде, не набравшей полного количества зачетных результатов, присваивается место после команд, имеющих полный зачет. При равенстве неполных зачетов по наименьшей сумме времени зачетных участников.
Состав команды и зачет по видам программы:
Подъем по штурмовой спасательной лестнице — состав 8 человек, зачет — шесть лучших результатов.
Преодоление 100-метровой полосы с препятствиями — состав 8 человек, зачет — шесть лучших результатов.
Пожарно-спасательная эстафета — 2 команды, зачет — 1.
Боевое развертывание — 1 команда.

## Личное первенство
Личное первенство в видах, в том числе и по боевому развертыванию, определяется по лучшему результату одной из двух попыток. При равенстве результатов — по лучшей сумме времени двух попыток, при равенстве суммы времени двух попыток — по лучшему результату первой попытки, далее — кто стартовал раньше.
В случае равенства результатов в соревнованиях по пожарно-спасательной эстафете высшее место присуждается команде, стартовавшей ранее.
Двоеборье в общекомандный зачет не входит.
Двоеборье заключало следующие дисциплины:
Соревнования по боевому развертыванию, преодолению 100-метровой полосы с препятствиями и подъему по штурмовой спасательной лестнице проводятся по двум попыткам.
Соревнования по боевому развертыванию проводятся от кнопочной мотопомпы с соединениями всасывающих рукавов ШТОРЦ. Установить длину магистральных и рабочих рукавов — 20+0,5 м.
При проведении соревнований по пожарной эстафете перед началом первого забега производить прогрев противней с использованием горючей смеси в объеме: вода — 30л, керосин — 2л, бензин — 0,25л.
Для определения победителей и призеров по преодолению 100-метровой полосы с препятствиями, подъему по штурмовой спасательной лестнице проводились полуфинальные и финальные забеги. Число участников полуфинальных и финальных забегов определяется по количеству беговых дорожек. Результаты полуфинальных и финальных забегов в командный зачет не входят.
Полуфинальные забеги формируются по результатам предварительных забегов по схеме: 1 полуфинальный забег — 5,1,4,8 результат, 2 полуфинальный забег — 6,2,3,7 результат

## Открытие
Чемпионат открыли глава МЧС, президент Международной спортивной федерации пожарных и спасателей Сергей Шойгу и Президент Республики Башкортостан Муртаза Рахимов.
В своей речи Сергей Кужугетович Шойгу сказал:

В нашем виде спорта главными являются те секунды, которые пригодятся каждому пожарно-спасательному подразделению. В какой бы стране ни работали пожарные, все решает быстрота их действий по спасению людей— http://www.rg.ru/2009/09/15/reg-bashkortostan/spasateli-anons.html
.
На церемонии открытия запланированы были конные марши, парашютисты, детские музыкальные коллективы, пройдет парад спортсменов, демонстрация специализированной аварийно-спасательной и старинной пожарной техники.

## Результаты
В общекомандном зачете победила Россия (сумма мест 5), второе — Чехия (12), третье — Украина (12).

### Подъем по штурмовой лестнице на 4-й этаж учебной башни
Проходил в субботу 12 сентября, 10.00-12.00 и 18.00-20.30. Церемония награждения по Регламенту — в 20.30-20.50
Дисциплина состоит из 60 забегов (30 забег. х 2 попытки) х 2 мин. = 120 мин. (120 чел.)
1. Беларусь 94.91
2. Россия 95.40
в/к. Башкортостан 98.45
3. Чехия 98.73
4. Украина 101.03
5. Эстония 104.21
6. Казахстан 104.25
7. Словакия 107.75
8. Латвия 107.83
9. Германия 110.12
10. Азербайджан 111.74
11. Венгрия 135.37

### Штурмовая лестница
Соревнования проходили в воскресенье 13 сентября, с 10.00-12.00, церемония награждения по Регламенту 12.00-14.20
Дисциплина состоит из 40 забегов (20 забег. х 2 попытки) х 3 мин. = 120 мин. (120 чел.)
1. Россия 80.04
2. Беларусь 81.09
3. Украина 82.68
в/к. Башкортостан 85.80
4. Чехия 86.86
5. Казахстан 90.90
6. Словакия 92.10
7. Эстония 92.42
8. Латвия 95.96
9. Азербайджан 99.92
10. Германия 103.14
11. Венгрия 116.88

### Эстафета
Соревнования проходили в воскресенье 13 сентября, с 15.00-16.35, включая церемонию награждения (по Регламенту).
Пожарная эстафета 4×100 м это 15 забегов х 5 минут = 75 минут.
1. Россия 56.10
2. Украина 56,93
3. Чехия 57.09
в/к. Башкортостан 57.69
4. Эстония 59.72
5. Казахстан 60.30
6. Словакия 60.74
7. Беларусь 62.17
8. Латвия 62.40
9. Азербайджан 63.71
10. Германия 65.42
11. Венгрия 71.81

### Боевое развертывание
Соревнования проходили в понедельник 14 сентября, с 10.00 по 12.00, включая церемонию награждения (по Регламенту).
Расчет времени соревнований: 15 забегов х 6 мин. = 90 минут.
1. Россия 28.91
2. Чехия 29.37
3. Украина 29.37
в/к. Башкортостан 30.66
4. Эстония 30.81
5. Словакия 31.33
6. Венгрия 33.86
7. Беларусь 34.17
8. Латвия 35.87
9. Германия 36.24
10.Азербайджан 36.36
11. Казахстан 40.62

### общая сумма мест
1. Россия 5
2. Чехия 12
3. Украина 12
4. Беларусь 17
5. Эстония 20
6. Словакия 24
7. Казахстан 27
8. Латвия 32
9. Германия 38
10.Азербайджан 38
11. Венгрия 39
в/к. Башкортостан

## Мировые рекорды
Чемпионат проходил в острой борьбе, были побиты несколько раз мировые рекорды
В дисциплине подъем по штурмовой лестнице на четвертый этаж учебной башни мировой рекорд, составлявший 13,12 секунды, был побит полуфинальном забеге россиянином Сергеем Гурченковым (ровно за 13 секунд) и в финале белорусом Александром Тишковским (12, 95 секунды).
Во второй день соревнований на преодолении стометровой полосы препятствий бит мировой рекорд украинца Евгения Бельченко (15, 37 секунд, 2008 год). Беларус Максим Шапорев пробежал дистанцию за 15,50 секунды.

## Награждение
Команды, занявшие 1-3 общекомандное место, награждаются кубками и дипломами, участники и тренеры команд — медалями, дипломами и ценными подарками.
Команды, занявшие 1-3 место в боевом развертывании и пожарно-спасательной эстафете, награждаются кубками и дипломами, а участники и их тренеры — медалями, дипломами и ценными подарками.
Участники, занявшие 1-3 место в личном первенстве в подъеме по штурмовой спасательной лестнице и преодолению 100-метровой полосы с препятствиями, двоеборью (в личном первенстве), и их тренеры награждаются медалями, дипломами и ценными подарками.
Во всех видах программы соревнований награждаются только тренеры национальных сборных команд.